# Burgstall Heinersdorf
Der Burgstall Heinersdorf ist eine abgegangene mittelalterliche Niederungsburg etwa 1000 Meter östlich bis ostnordöstlich der Ortsmitte von Heinersdorf, einem heutigen Gemeindeteil des Marktes Bechhofen im Landkreis Ansbach in Bayern.
Von der ehemaligen Burganlage sind keine Reste erhalten.